# Jean Decazes
Jean Decazes (París, 30 de abril de 1864-Chantilly, 31 de agosto de 1912) fue un deportista francés que compitió en vela en la clase tonelaje. Participó en los Juegos Olímpicos de París 1900, obteniendo una medalla de plata en la clase 10 – 20 Ton.

## Palmarés internacional
| Juegos Olímpicos | Juegos Olímpicos | Juegos Olímpicos | Juegos Olímpicos |
| Año              | Lugar            | Medalla          | Clase            |
| ---------------- | ---------------- | ---------------- | ---------------- |
| 1900             | París (Francia)  | Medalla de plata | 10 – 20 Ton      |